# Комарова (Заводоуковський міський округ)
Комаро́ва (рос. Комарова) — присілок у складі Заводоуковського міського округу Тюменської області, Росія.
Населення — 109 осіб (2010, 116 у 2002).
Національний склад станом на 2002 рік:
- росіяни — 90 %